# María Pedraza
María Pedraza (Madrid, 26 januari 1996) is een Spaanse film- en televisieactrice, die in 2017 bekendheid verkreeg in de rol van Alison Parker in de serie La casa de papel en als Marina Nunier Osuna in de Netflix-serie Élite. Daarnaast speelt ze de rol van Triana Marín in de serie Toy Boy uit 2019.

## Carrière
Pedraza werd in 2017 ontdekt op Instagram door de filmregisseur Esteban Crespo, die haar uitnodigde om auditie te doen voor de hoofdrol van zijn debuutfilm Amar. María speelde de rol van Laura in een cast die ook bestond uit Pol Monen, Natalia Tena, Gustavo Salmerón en Nacho Fresneda. 
Haar tweede project als actrice was om Alison Parker, de dochter van de Britse ambassadeur in Spanje, te vertolken in de populaire serie La casa de papel. De aankoop hiervan door Netflix leverde de actrice internationale bekendheid op. 
In het begin van 2018 werd de deelname van Pedraza in de tweede originele Spaanse Netflix-serie, getiteld Élite, aangekondigd, waarin ze samenwerkte met twee andere acteurs van La casa de papel, Miguel Herrán en Jaime Lorente. Élite ging in première op 5 oktober van hetzelfde jaar. 
In 2019 speelde ze in de dramafilm ¿A quién te llevarías a una isla desierta?, eveneens met Jaime Lorente en Pol Monen.

## Filmografie

### Speelfilms
- Amar (2017) als Laura
- ¿A quién te llevarías a una isla desierta? (2019) als Marta
- El verano que vivimos (2020) als Adela Ibáñez

### Televisieseries
- Si fueras tú (2017)
- La casa de papel (2017-2018) als Alison Parker
- Élite (2018) als Marina Nunier Osuna
- Toy Boy (2019) als Triana Marín

- Biblioteca Nacional de España: XX5749276
- Virtual International Authority File: 8152636050720051186
- WorldCat: E39PBJbH3VX7jdgYYmJMcxQH4q